# NSB El 18 sorozat
Az NSB El 18 sorozat egy Bo'Bo' tengelyelrendezésű, 15 kV 16,7 Hz AC áramrendszerű norvég villamosmozdony-sorozat. 1996 és 1997 között gyártotta az Adtranz és a Swiss Locomotive & Machine Works (SLM) a Norvég Államvasutak (NSB) számára. Összesen 22 db készült a sorozatból.
A sorozatot a Svájci Szövetségi Vasutak SBB Re 460 sorozatú mozdonyának módosított változata. A sorozat továbbra is az NSB egyetlen fővonali villamos mozdonya, és elsősorban a Bergeni vonalon, a Dovre vonalon és a Sørland vonalon közlekedő egyes intercity járatokon és az összes éjszakai vonaton, valamint néhány regionális vonaton használják.
A mozdonyok 18,5 méter hosszúak és 83 tonna tömegűek. Háromfázisú aszinkronmotorokkal rendelkeznek, amelyek maximális teljesítménye 5880 kilowatt (7890 LE), ami 275 kilonewton vonóerőt és 200 km/h maximális sebességet biztosít. Regeneratív fékekkel rendelkeznek. A külsejét a Pininfarina tervezte, és a vezetőfülkéi nyomásállóak. A járművek a 2241 és 2262 közötti pályaszámokat kapták.

## Története
Az 1990-es évek elején az NSB-nek új villamos vontatójárművekre volt szüksége személyszállító vonataihoz, mivel az NSB El 11 és az NSB El 13 sorozatok egyaránt cserére szorultak. A legutóbbi beszerzés, az NSB El 17 megbízhatatlannak bizonyult, és az NSB ki akarta vonni őket a távolsági forgalomból. 1993-ban Norvégiában tesztelték az SBB Re 460 és az EuroSprinter mozdonyokat, a Re 460-ast augusztus 28-tól október 8-ig tesztelték. Az NSB elégedett volt mindkét egységgel, és kijelentette, hogy a vonatok tömegét a helyközi járatokon 700-ról 800 tonnára lehetne növelni. 1994 első felében az NSB két Re 460-ast lízingelt, hogy elegendő mozdonnyal rendelkezzen az 1994-es téli olimpiai játékok idején történő üzemeltetéshez.
Amikor 1994. május 8-án lejárt az egységekre vonatkozó ajánlattételi határidő, öt ajánlat érkezett. A GEC Alsthom a francia SNCF BB 36000 sorozatnak a módosított változatát, az AEG pedig a német 12X prototípus változatát ajánlotta fel. A Siemens két modellt ajánlott fel, az EuroSprintert és az osztrák ÖBB 1014 sorozat átalakított változatát. A Siemens ajánlata az előbbire a Dovresprinter nevet viselte, és a Kværner és az NSB drammeni Sundland műhelye közötti együttműködés eredménye volt. A Siemens szállította volna az általános tervezést és az elektromos alkatrészeket, a Kværner a mechanikai alkatrészeket, az összeszerelés pedig Drammenben történt volna. A végső ajánlat az Asea Brown Boveri (ABB) és a Svájci Mozdony- és Gépgyár (amelyet a szállítással Adtranznak adtak volna el) "Lok 2000"-re, a Swiss Re 460-as módosítására vonatkozott.
A végső tárgyalásokat megelőzően a mozdonyvezetők szakszervezeti képviselői kijelentették, hogy a Lok 2000 az ő preferenciájuk, és az NSB vitára számíthat, ha más modellt választanak. A képviselők kijelentették, hogy "belefáradtak a norvég megoldásokkal való kísérletezésbe." Az NSB számára fontos szempont volt az is, hogy a gyártás minél nagyobb része Norvégiában történjen. A végső tárgyalások az ABB/SLM-mel és az AEG-vel szeptember 2-án zajlottak, és az NSB jóváhagyta az ABB/SLM-mel kötött megállapodást 22 mozdony megvásárlásáról. A szerződést szeptember 27-én írták alá, és a 22 egység mintegy 700 millió norvég koronába került.
Az NSB fontolóra vette a mozdonyok megrendelését a norvég és a svéd 15 kV-os 16+2⁄3 Hz-es váltakozó áramú rendszer, valamint a dán 25 kV-os 50 Hz-es váltakozó áramú rendszer támogatásával. Ez lehetővé tette volna, hogy a vonatok közvetlenül Dániába közlekedjenek az akkor épülő Øresund-hídon keresztül. A kétfeszültségű rendszerről a beszerzési eljárás során lemondtak, de az NSB kijelentette, hogy ha szükségük lenne ilyen egységekre, akkor a sorozat későbbi megrendelései során biztosítani lehet a kompatibilitást. Az egységeket az Adtranz Strømmen gyártotta az Oslo melletti Strømmenben, és 1996. szeptember 3. és 1997. június 12. között szállították le. A mozdonyok pályaszámai 2241 és 2262 közöttiek, és felváltották az NSB legrégebbi, El 13-as mozdonyait, amelyeket aztán selejteztek. Ezzel az NSB mozdonyainak átlagéletkora a szállítás befejezésekor 31 évről 18 és fél évre csökkent.
1997 folyamán öt olyan incidens történt, amikor az NSB Nordic Mobile Telephone berendezései beavatkoztak a mozdony elektronikájába, ami a vészfékek működésbe lépését okozta. Ez ideiglenes megállást okozott, amíg a mozdonyvezető ki nem oldotta a fékeket. A problémát az NSB mobil adóvevőinek áthelyezésével orvosolták. 1997. január 5-től a Bergeni vonalon is használatba vették a mozdonyokat, később a Dovre és a Sørland vonalakon, majd az Oslo környéki regionális vonatokon, például a Vestfold vonalon. 1998 augusztusában az NSB megállapította, hogy az El 18 több energiát használt, mint amennyit a vonal mentén lévő alállomások transzformátorai kezelni tudtak, különösen a Vestfold vonalon. A probléma egy részét a mozdonyokban lévő mechanizmus okozta, amely szerint a motor kikapcsol, ha a kerekek kipörögnek. Ez azt eredményezte, hogy a vasúthálózat egyes részein az El 18 teljes teljesítményét nem lehetett kihasználni.
A Go-Ahead Norge 2019 decembere óta három darabot üzemeltet.

## Képek

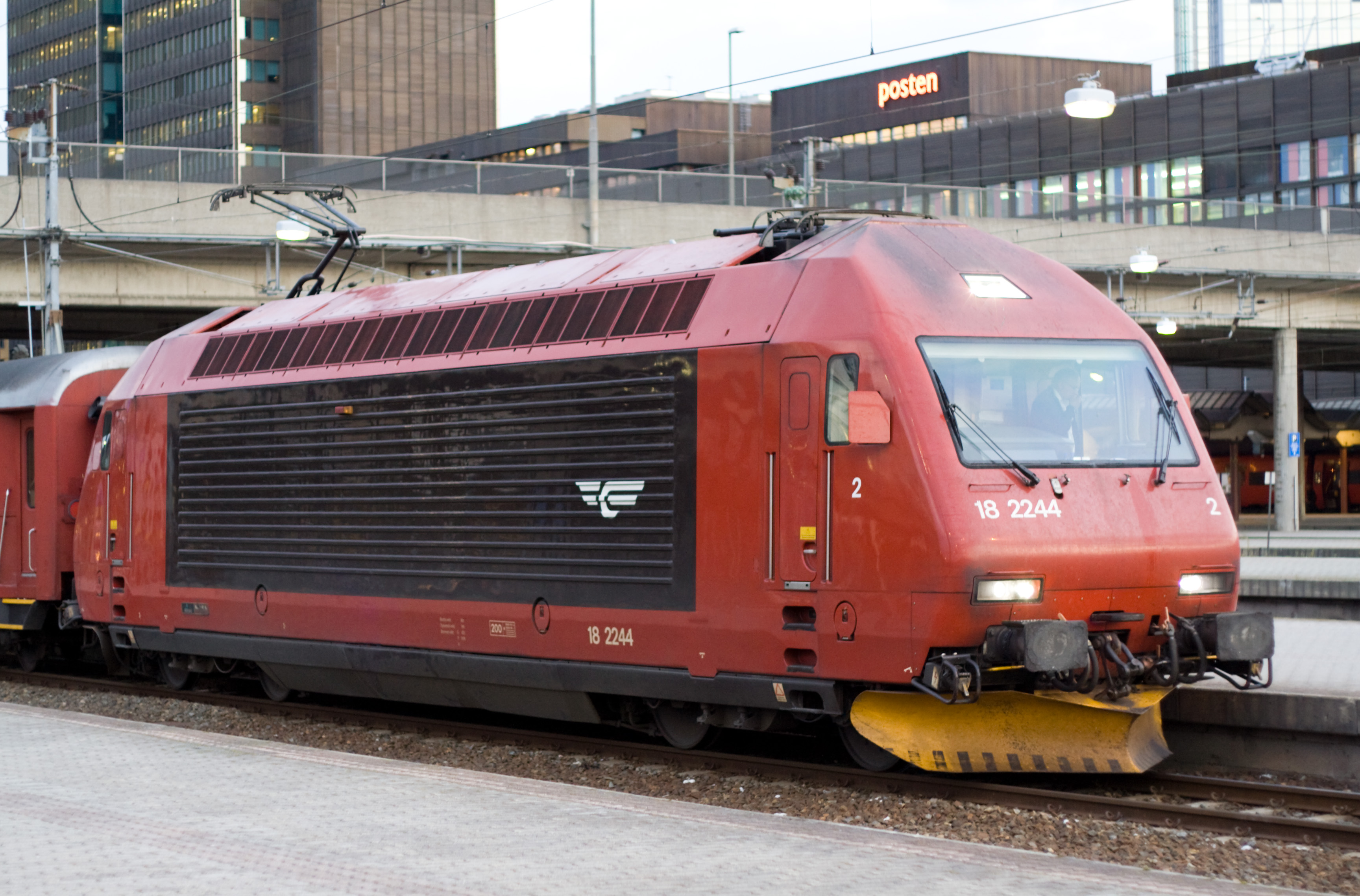
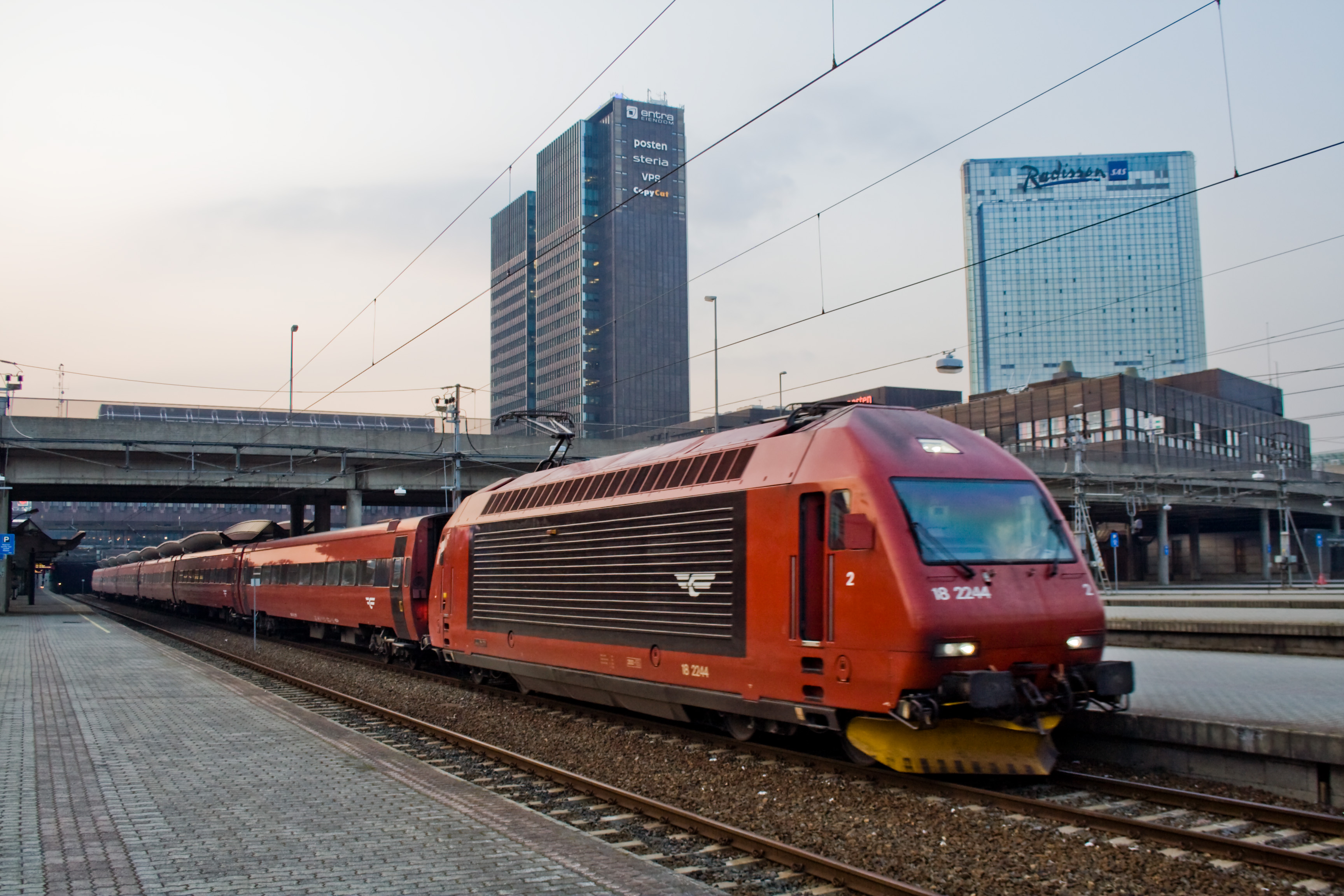
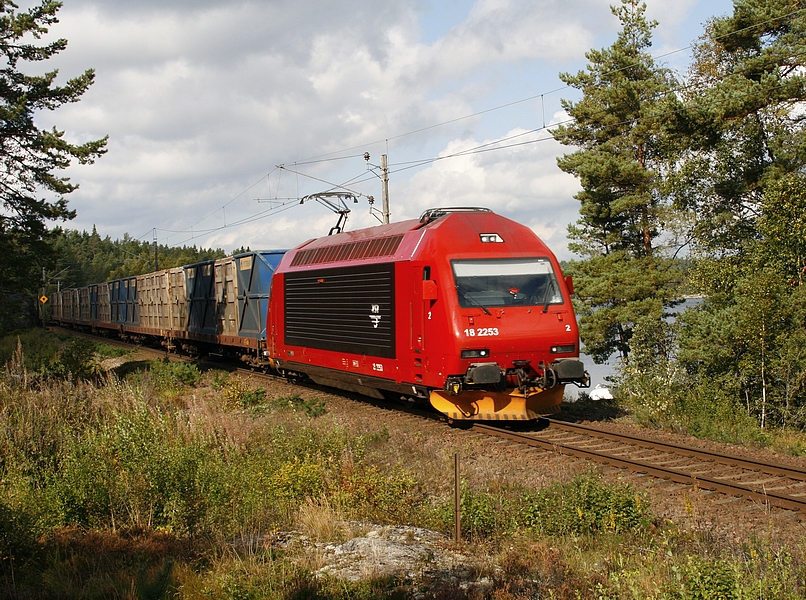
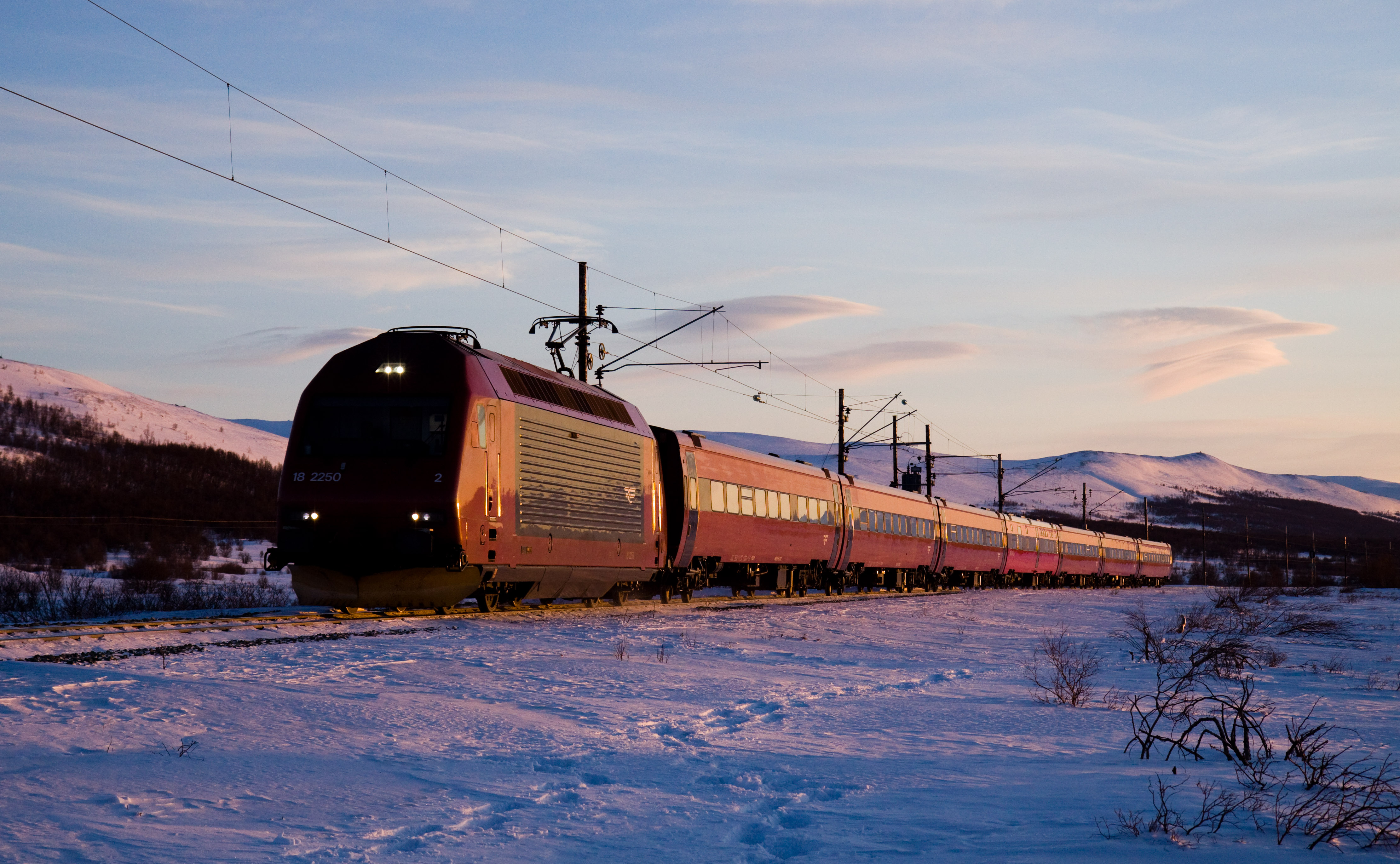